# سید محمود یمینی
سید محمود یمینی (زاده ۱۳۱۸ در شهرستان همدان) سرتیپ ستاد نیروی هوایی ارتش جمهوری اسلامی ایران و فرمانده پیشین پدافند هوایی ارتش بود.
وی در سال ۱۳۴۳ از دانشکده افسری ارتش فارغ‌التحصیل و دو سال بعد برای فراگیری دوره رادار زمینی به آمریکا اعزام شد. او سپس در سالهای ۱۳۴۹ و ۱۳۵۰ جهت آموزش دوره‌های مدیریت نگهداری و ستاد الکترونیک مجدداً عازم آمریکا شد و پس از آن در مسئولیت‌هایی همچون فرمانده گردان نگهداری سایت کرج و ایستگاه رادار جاسک خدمت کرد. یمینی پس از انقلاب و در سال ۱۳۵۹ به عنوان فرمانده گروه رادار تاکتیکی انتخاب شد. یک سال بعد وی به عنوان فرمانده آموزش‌های هوایی نیروی هوایی ارتش انتخاب شد و تا سال ۶۴ آن مسئولیت را بر عهده داشت. سید محمود یمینی در سال ۱۳۶۴ به فرماندهی پدافند هوایی ارتش منصوب شد و پس از ده سال به ستاد پدافند کل کشور انتقال یافت.

## فهرست منابع
1. ↑  «سرتیپ ستاد سید محمود یمینی». پورتال مرکزی ارتش جمهوری اسلامی ایران.[پیوند مرده]
2. ↑  «تیمساری که دیوار را نقاشی می‌کرد». مشرق نیوز. ۲۰۱۷-۱۲-۰۲. دریافت‌شده در ۲۰۲۰-۰۴-۱۸.
3. ↑  Behnegarsoft.com (۲۰۲۰-۰۱-۱۱). «چه کتاب‌هایی دربارهٔ پدافند هوایی در دفاع مقدس نگاشته شده‌اند؟ | ایبنا». خبرگزاری کتاب ایران (IBNA). دریافت‌شده در ۲۰۲۰-۰۴-۱۸.
4. ↑  «خبرگزاری فارس - زمین‌گیری نیروی هوایی عراق با 140 جنگنده ایرانی». خبرگزاری فارس. ۲۰۱۱-۰۹-۲۳. دریافت‌شده در ۲۰۲۰-۰۴-۱۸.

| مناصب نظامی               | مناصب نظامی                         | مناصب نظامی           |
| ------------------------- | ----------------------------------- | --------------------- |
| پیشین: سرهنگ محمود خضرایی | فرمانده پدافند هوایی ارتش ۱۳۶۴-۱۳۷۴ | پسین: سرتیپ علی غلامی |